# Sphincterochila boissieri

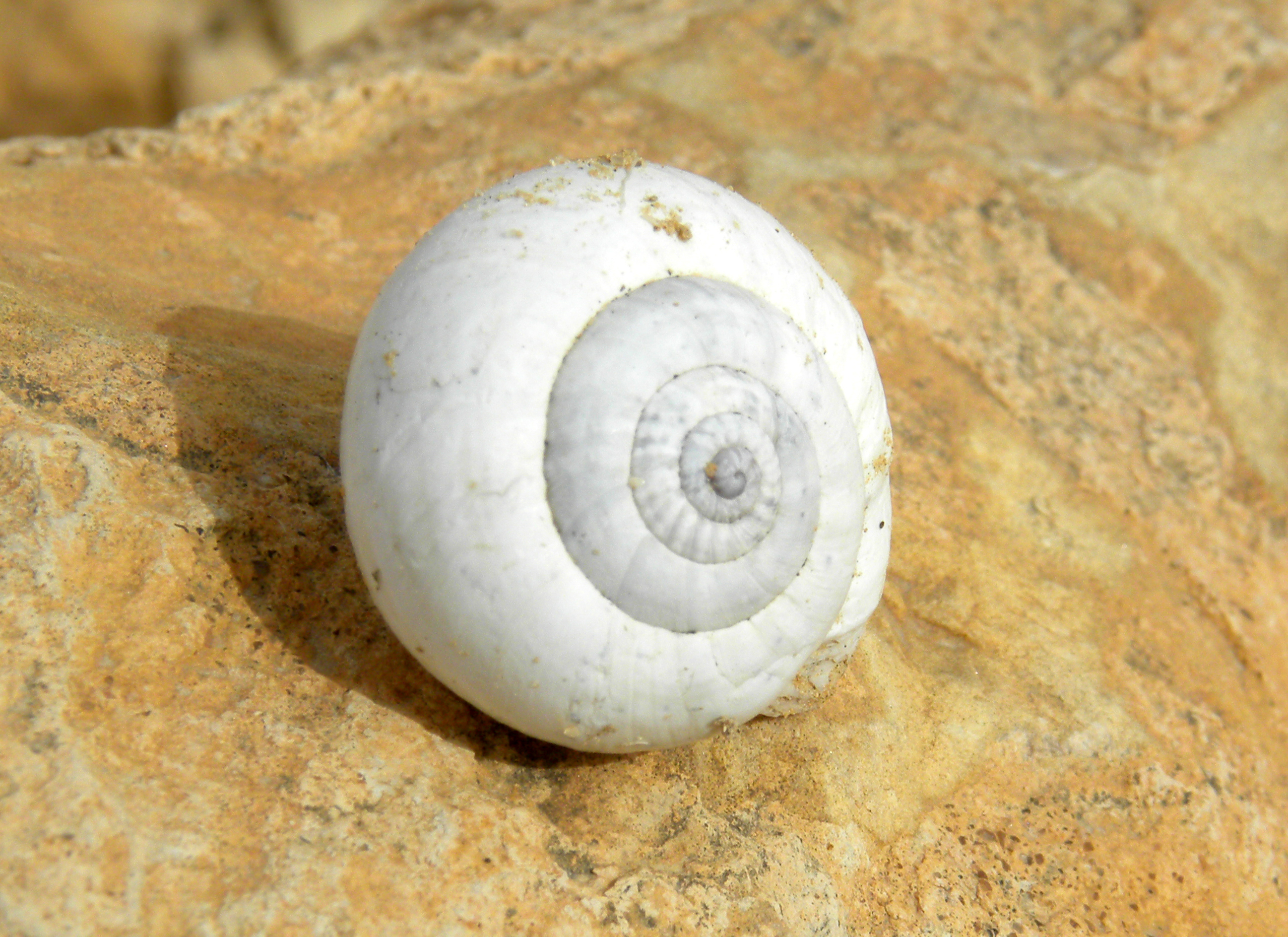
Sphincterochila boissieri, Hamakhtesh Hagadol, northern Negev. D = 2.1 cm.

Sphincterochila boissieri — вид легеневих сухопутних равликів, черевоногий молюск родини Sphincterochilidae, що мешкає в пустелях Близького Сходу, зокрема в пустелі Неґев (Ізраїль) та у Синайській пустелі (Єгипет). Цей вид є типовим видом роду Sphincterochila.
Черепашка молюска товста, перфорована, біла з незначним блиском, із 5 завитками, діаметром 25 мм. Останній завиток виступає в антеріорному напрямку. Апертура (вхід) має товсту заслонку з двома товстими злитими туберкулами. Маса молюска — близько 4,3 г, з яких половина — маса черепашки. 81 % м'якої маси становить вода, 11 % — білки. Енергетичні резерви молюска у вигляді жирів надзвичайно низькі — до 1 %
Мешкає Sphincterochila boissieri в пустелях, особливо на лесових та вапнякових ґрунтах, але не на кремнієвих. В Неґеві щільність популяції досягає 0,2-0,3 особини/м², на півдні поступається равлику Xerocrassa seetzeni, на півночі це найчисленніший вид, що становить істотну частку живої природи пустелі.
Вид добре пристосований до висушування завдяки товстій черепашці білого кольору та вузькій апертурі.
Молюск кожного літа впадає у сплячку, щоразу синтезуючи епіфрагму. Перед сплячкою заривається в ґрунт (на 1-5 см в пустелі Негев та до 10 см — в районі Мертвого моря). Равлик легко витримує температури до 50 °C, але 55 °C можуть бути для нього летальними. Під час сплячки равлик втрачає близько 0,5 мг води на день, витрат кисню та енергії майже немає, завдяки чому равлик може перебувати у стані сплячки до 6-8 років.
Життєвий цикл равлика пристосований до пустельних умов, він активний лише кілька днів на рік після дощу, що зазвичай трапляється між листопадом і березнем, протягом цього періоду равлики їдять, набирають вагу, спаровуються та відкладають яйця. Загалом равлик активний лише 5-7 % року (18-26 днів), а решту часу перебуває у стані сплячки.
Живиться равлик органічними компонентами ґрунту, особливо лесу, лишайниками та водоростями, інших рослин не вживає. У свою чергу, на нього полюють гризуни: акоміс каїрський (Acomys cahirinus), піщанка Вагнера (Dipodillus dasyurus) та еліоміс чорнохвостий (Eliomys melanurus).